# Ратни крст 1939–1945.
Ратни крст 1939–1945. (фр. Croix de guerre 1939–1945) је француско војно одликовање установљено 26. септембра 1939, у част људи који су се борили са савезницима против сила Осовина у било ком тренутку за време Другог светског рата.

## Примаоци
Примаоци су прилично различити, у зависности од ратне зоне у којој су се борили:
- онај који се борио током битке за Француску
- онај који се борио са француским снагама унутрашњих послова
- онај који се борио са снагама Слободне Француске
  - на Западном фронту
  - на Блиском истоку
  - на Медитерану
  - Током афричке кампање

На сваком „Ратном крсту“, постоји бар један спомен, ово је медаља за храброст за било ког припадника француске војске и њених савезника. Степен показује значај улоге бивших ратника за време Другог светског рата: најнижи степен представља бронзану звезду док највиши степен представља бронзану палму.

## Опис
- Медаља: дизајнирао ју је вајар Пол Алберт Бартхоломе (фр. Paul-Albert Bartholomé). Велика је 37 mm, има четири крака која праве крст, и два укрштена мача. У центру предње стране, налази се профил који представља Републику Француску на чијем темену се налази ловорев венац. Око овог портрета, налази се натпис (Француска Република). На задњој страни медаље, постоје датуми сукоба: 1939–1940, 1939–1945, или једноставно 1940.
- Трака: црвена је боје преко које прелазе четири зелене линије у центру.

## Признања
Најнижи степен представља бронзана звезда, док највиши степен представља бронзана палма.
- бронзана звезда додељује се у рангу пука, или на нивоу бригаде.
- сребрна звезда, додељује се у рангу дивизије.
- посребрена звезда додељује се на нивоу корпуса.
- бронзана палма додељује се припадницима на војничком нивоу.
- сребрна палма представља пет бронзаних.
- позлаћена палма додељивана је само на нивоу снага Слободне Француске, и то само током Другог светског рата.

Додељује се за храброст припадницима француске војске или њених савезника, у зависности од степена. Еквиваленти овој медаљи су Бронзана звезда и Златна звезда (САД) или Војни крст и Војна медаља (Велика Британија).

## Галерија
| аверс и реверс медаље |
| --------------------- |
|                       |